# Río Chindwin

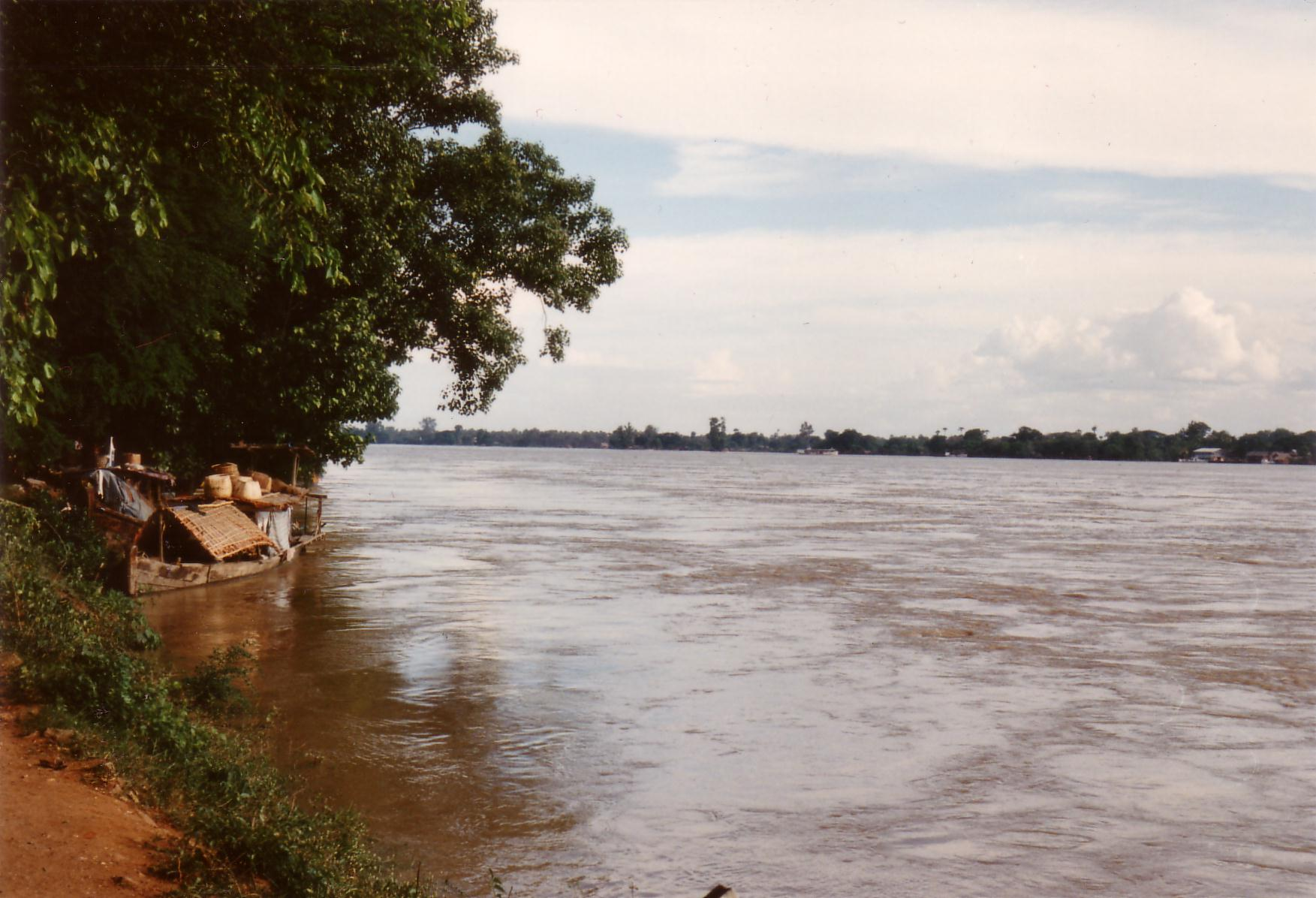
El río Chindwin a su paso por Monywa.

El Chindwin es un largo río asiático que discurre por Birmania (Myanmar), el más largo afluente del río Ayeyarwady. Todo su recorrido transcurre en Birmania y los manipuris lo conocen por el nombre de Ning-thi.

## Geografía
El Chindwin tiene sus nacientes en el amplio valle de Hukawng del estado de Kachin en Birmania, (aproximadamente en 26°26′18″N 96°33′32″E / 26.43833, 96.55889), donde confluyen los ríos Tanai Kha, Tabye, Tawan, y Taron (también conocido como Turong o Towang).